# Keith S. Noll
Keith S. Noll (né en 1958) est un planétologue américain.

## Biographie
Noll travaille actuellement au Goddard Space Flight Center de la NASA où il est le chef du laboratoire d'étude sur les systèmes planétaires. Auparavant, il a travaillé pendant 20 ans au Space Telescope Science Institute.
Ses intérêts se sont portés sur l'étude des petits corps du système solaire, sur les atmosphères des planètes géantes, sur les naines brunes, sur le satellite de Saturne, Titan, et sur les satellites glacés.
Au cours de la dernière décennie, il s'est focalisé sur l'étude de la ceinture de Kuiper, notamment à l'aide du télescope spatial Hubble. Il a découvert à ce jour plus de 75 % de tous les systèmes binaires astéroïdaux de la ceinture de Kuiper. Son intérêt actuel se porte sur l'identification des diverses possibilités d'étude de la matière du système solaire primitif qui soit accessible aux missions basées depuis la Terre.
L'astéroïde aréocroiseur (6386) Keithnoll est nommé en son honneur.

## Découvertes
Noll a découvert ou co-découvert la nature binaire des transneptuniens (58534) Logos, (79360) Sila. Il est également à l'origine de la découverte des lunes Zoé, Nunam, Thorondor et Échidna.